# مارسيا لوكاس
مارسيا لوكاس (بالإنجليزية: Marcia Lucas)‏ هي مونتيرة أمريكية، ولدت في 4 أكتوبر 1945 في موديستو في الولايات المتحدة.

## وصلات خارجية
- مارسيا لوكاس على موقع IMDb (الإنجليزية)
- مارسيا لوكاس على موقع ألو سيني (الفرنسية)
- مارسيا لوكاس على موقع أول موفي (الإنجليزية)
- مارسيا لوكاس على موقع قاعدة بيانات الأفلام السويدية (السويدية)
- مارسيا لوكاس على موقع قاعدة بيانات الفيلم (الإنجليزية)
- مارسيا لوكاس على موقع كينوبويسك (الروسية)